# Jader Barbalho
Jader Barbalho Fontenelle (Belém, 27 ottobre 1944) è un politico e uomo d'affari brasiliano.

## Biografia
Figlio di Laércio Wilson Barbalho, rappresentante dello Stato, ha cominciato la vita pubblica come leader studentesco a Belém, ancora in qualità di militante della Juventude Estudantil Católica (Gioventù Cattolica Studentesca).
La sua carriera politica è iniziata nell'MDB, e il suo primo ufficio politico è stato quello di vereador di Belém nel 1966.
Laureato in giurisprudenza presso l'Università Federale del Pará, non ha esercitato spesso la professione di consulente legale, dedicandosi piuttosto alla politica; fu difatti eletto rappresentante dello Stato nel 1970 e deputato federale nel 1974 e 1978.